# Jyllands-Ringen
O Jyllands-Ringen é um autódromo localizado em Silkeborg na Dinamarca, o circuito passou por uma reforma e ampliação em 2003, é um dos principais autódromos do país, costumava receber corridas da DTC.